# مونيك أدامكزاك
مونيك أدامكزاك (بالإنجليزية: Monique Adamczak)‏ مواليد 21 يناير 1983 في نيوساوث ويلز، أستراليا، هي لاعبة كرة مضرب أسترالية سابقة بدأت مسيرتها كمحترفة سنة 1998 وكانت تلعب باليد اليمنى. أعلى تصنيف لها في الفردي كان المركز الـ 138 في سنة 2010. أعلى تصنيف لها في الزوجي كان المركز الـ 90 في سنة 2014.

## روابط خارجية
- مونيك أدامكزاك على موقع رابطة محترفات التنس (الإنجليزية)
- مونيك أدامكزاك على موقع الاتحاد الدولي لكرة المضرب (الإنجليزية)
- مونيك أدامكزاك على موقع اتحاد التنس الأسترالي (الإنجليزية)
- مونيك أدامكزاك على موقع خلاصة التنس.كوم (الإنجليزية)
- مونيك أدامكزاك على موقع إي إس بي إن.كوم (الإنجليزية)